# Биоковски път
Биоковският път (на хърватски: Biokovska cesta) е най-високия в Хърватия.
Започва на входа на природен парк Биоково над т.нар. макарска ривиера на около 360 m над морското равнище и се извива до най-високия връх на Биоково – Свети Юре на 1762 м над морското равнище. Дълъг е 23 километра и е еднопосочен по принцип, като на места е широк едва 3-4 метра и изисква внимателно шофиране по него. По принцип е разрешен и за автобуси, както за леки автомобили, мотоциклети, велосипеди и пешеходци, но през туристическия сезон влизането на автобуси в природния парк е забранено.
В периода от 1 април до 15 ноември, през туристическия сезон, има такса за ползването му. Пътят е за последно основно ремонтиран през 2009 г., но все още е в лошо състояние по съвременните стандарти. През зимата често заради снега е непроходим. За предпочитане е да се ползва за пешеходен туризъм.
Началото на строителството на пътя датира от 19 век. През 1878 г. Австро-Унгария възлага на армията си изграждането на достъпно трасе до планината, като работата по него продължава до 1964 г., след което Телевизия Загреб възлага изграждането на телевизионен предавател на връх Свети Юри - за излъчването на телевизионен сигнал за цяла Далмация и Западна Херцеговина. Пътят е асфалтиран едва през 1978 г.